# Finnische Volleyballnationalmannschaft der Männer

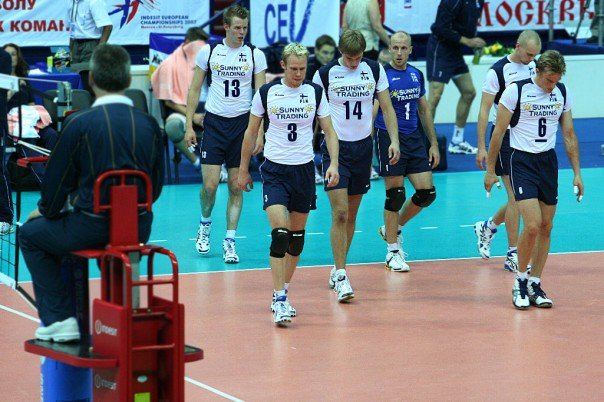
Die Finnische Volleyball-Nationalmannschaft der Männer bei der Europameisterschaft 2007

Die finnische Volleyballnationalmannschaft der Männer ist eine Auswahl der besten finnischen Spieler, die den Verband Suomen Lentopalloliitto F. Y. bei internationalen Turnieren und Länderspielen repräsentiert.

## Geschichte

### Weltmeisterschaft
Bei der ersten Teilnahme an einer Volleyball-Weltmeisterschaft wurden die Finnen 1952 Elfter. In den Jahren 1962 bis 1970 reichte es nur zu den Rängen 18, 19 und 20. Die Turniere 1978 und 1982 beendete Finnland jeweils auf Platz 17. Nach über 30 Jahren qualifizierten sich die Finnen 2014 erstmals wieder für eine WM und erreichten mit Platz neun ihr bisher bestes Ergebnis. 2018 wurde dann der 13. Rang belegt.

### Olympische Spiele
Finnland konnte sich noch nie für Olympische Spiele qualifizieren.

### Europameisterschaft
Bei den ersten drei Teilnahmen an Volleyball-Europameisterschaften belegten die Finnen von 1955 bis 1963 die Plätze elf und vierzehn. 1971 wurden sie Elfter und 1977 kamen sie trotz Heimvorteil nicht über den elften Rang hinaus. 1981, 1983 und 1991 waren sie erstmals unter den besten zehn Mannschaften. Als die EM 1993 wieder im eigenen Land stattfand, wurden sie Neunter. Vier Jahre später erreichten sie den elften Platz. Bei der EM 2007 schafften sie als Vierter ihr bestes Ergebnis. Anschließend konnte sich das Team für jede der seither ausgetragenen Europameisterschaften qualifizieren, kam aber an das Ergebnis von 2007 nicht mehr heran.

### World Cup
Der World Cup fand bisher ohne Finnland statt.

### Weltliga
In der Weltliga wurden die Finnen 1993 Zwölfter. 2006 kehrten sie als Zehnter zurück und steigerten sich im folgenden Jahr auf den siebten Rang. Nach einem zehnten Platz 2008 gab es 2009 wieder Platz sieben. Danach landeten die Finnen lediglich auf den Plätzen 13 und zehn.

### Europaliga
In der Europaliga belegten die Finnen 2004 den sechsten Platz. 2005 unterlagen sie erst im Endspiel gegen Russland. Anschließend nahmen sie nicht mehr teil.